# Anadarko (Oklahoma)
Anadarko es una ciudad ubicada en el condado de Caddo en el estado estadounidense de Oklahoma. En el año 2010 tenía una población de 6762 habitantes y una densidad poblacional de 363,55 personas por km².

## Geografía
Anadarko se encuentra ubicada en las coordenadas 36°04′09″N 98°14′46″O / 36.06917, -98.24611.

## Demografía
Según la Oficina del Censo en 2000 los ingresos medios por hogar en la localidad eran de $24,035 y los ingresos medios por familia eran $27,633. Los hombres tenían unos ingresos medios de $26,063 frente a los $17,666 para las mujeres. La renta per cápita para la localidad era de $12,062. Alrededor del 28.5% de la población estaban por debajo del umbral de pobreza.

## Personajes célebres
- Jim Thompson (1906-1977), escritor y guionista